# Andres Gerber
Andres Gerber (1973. április 26. –) svájci labdarúgóhátvéd, edző.

## Pályafutása

### A válogatottban
2000. február 19-én mutatkozott be a svájci válogatottban, amikor 4–1-re győztek az Omán elleni barátságos mérkőzésen.

### Edzőként
2009 és 2010 között segédedzőként a FC Thun együttesénél dolgozott. 2021. április 1-től a klub elnöke lett.